# 馬格諾利亞 (新澤西州)
馬格諾利亞（英語：Magnolia）是位於美國新澤西州康登縣的自治市鎮。

## 人口
根據2020年美國人口普查的數據，馬格諾利亞的面積為2.53平方千米，皆為陸地。當地共有人口4352人，而人口密度為每平方千米1,720人。